# Fremantle Football Club
Fremantle Football Club, apodados como the Dockers, es un equipo de fútbol australiano profesional, que juega en la Australian Football League. Su sede se encuentra en la ciudad portuaria de Fremantle, situado en Australia Occidental, y juega en el Subiaco Oval.
El equipo se fundó en 1994 y es el único de la AFL que no ha ganado el campeonato.

## Historia
La AFL anunció el 14 de diciembre de 1993 la entrega de una nueva franquicia en Australia Occidental, con sede en Fremantle, que se sumaría a la ya existente de los West Coast Eagles en Perth. La nueva franquicia se otorgó debido a los vínculos de la ciudad portuaria con el fútbol australiano, que celebró partidos de este deporte desde la década de 1880. Meses después los dueños del equipo anunciaron el nombre e imagen oficial del club, los Fremantle Dockers, con la intención de debutar en la liga australiana en la temporada de 1995.
En febrero de 1996, la compañía Levi Strauss & Co. denunció al equipo de Fremantle por los derechos del nombre Dockers, por lo que club y liga decidieron retirar esa denominación en 1997 para pasar a llamarse Fremantle Football Club. Sin embargo, el equipo sigue siendo conocido de manera extraoficial como los estibadores.
Durante las primeras temporadas, Fremantle cosechó una serie de malos resultados. Los Dockers no llegaron a clasificarse para unas fases finales del campeonato hasta el año 2003. Su mejor temporada se produjo en el año 2006, cuando el club encadenó una racha de quince victorias consecutivas y llegó hasta la final preliminar.

## Estadio
Fremantle Football Club juega sus partidos en el Subiaco Oval de Perth, compartiendo campo con sus rivales de los Eagles. El campo cuenta con capacidad para 43.600 espectadores.
El equipo dispone también de unas instalaciones de entrenamiento en la ciudad que acoge la franquicia, conocida como Fremantle Oval